# Giáo hoàng Đônô
Đônô (Tiếng Latinh: Donus) là vị giáo hoàng thứ 78 của Giáo hội Công giáo. Theo niên giám tòa thánh năm 1806 thì ông đắc cử Giáo hoàng vào năm 675 và ở ngôi Giáo hoàng trong 1 năm 5 tháng 11 ngày. Niên giám tòa thánh năm 2003 xác định triều đại của ông bắt đầu vào ngày 2 tháng 11 năm 676 và kết thúc vào ngày 2 tháng 4 năm 678.
Donus sinh tại Rôma. Ông đã chấm dứt việc ly giáo ở Ravenna, khuyến khích các giám mục trợ giúp các trường học mới trong xứ Pháp thuộc Đức và trường Cambridge ở Anh.
Là bạn của Hoàng Đế Constantine IV,ông được giúp đỡ để vượt qua được cuộc ly giáo giữa Rôma và Ravenna. Đức Donus ủng hộ việc thành lập các trường học, trong đó có hai trường trở thành những trung tâm văn hoá nổi tiếng: Cambridge và Triers. 